# Henrik I av Kastilien
Henrik I av Kastilien, född 1204, död 1217, var en monark (kung) av Kastilien. 